# Ramón Grosfoguel
Ramón Grosfoguel (1956) és un sociòleg i activista porto-riqueny pertanyent al Grup modernitat/colonialitat (Grup M/C) del Departament d'Estudis Ètnics de la Universitat de Califòrnia a Berkeley. Defineix el seu pensament com a pertanyent al corrent descolonial, que supera el corrent postcolonial amb el qual es considera emparentat.
Sosté que existeix un vincle estructural entre modernitat i colonialisme, i que els efectes del colonialisme europeu no van cessar amb els processos de descolonització i independència nacional dels segles XIX i XX, persistint en la cultura i en les formes de pensar (epistemologia). Proposa un «gir descolonial» per a realitzar una descolonització epistemològica que corregeixi les deformacions universalistes i ahistòriques de l'eurocentrisme i la modernitat, a la qual considera en situació de «crisi terminal».
Grosfoguel posa l'accent en la crítica al racisme i en la línia divisòria que el pensament colonial fa entre l'humà i el no humà. Defensa la idea d'interseccionalitat de categories com classe i gènere, a partir de la línia de distinció entre l'humà i el no humà que realitza l'epistemologia colonial. Recentment segueix molt de prop el conflicte independentista català com un cas d'estudi important dels processos d'emancipació a Occident, tot considerant-lo una situació colonial fruit del projecte imperial que continua essent Espanya. A parer seu, després de l'octubre de 2017, l'independentisme s'ha dividit en dues corrents, el «cuixartisme» i el «junquerisme».

## Obres
- Colonial Subjects. Puerto Ricans in a Global Perspective. Berkeley: University of Califòrnia Press. 2003
- El giro decolonial: reflexiones para una diversidad epistémica más allá del capitalismo global (comp, 2007)
- Unsetling postcoloniality: coloniality, transmodernity and border thinking, Duke University Press, 2007
- “Izquierdas e Izquierdas Otras: entre el proyecto de la izquierda eurocéntrica y el proyecto transmoderno de las nuevas izquierdas descoloniales”, Tabula Rasa 11 (juliol-desembre): 9-29, 2009
- “Interculturalidad ¿diálogo o monólogo?: la subalternidad desde la colonialidad del poder en los procesos fronterizos y transculturales latinoamericanos” a Mario Campaña (ed.)  América Latina: los próximos 200 años (Barcelona: CECAL-Guaraguao i Ministerio de Cultura de España), 2010
- “La descolonización del conocimiento: diálogo crítico entre la visión descolonial de Frantz Fanon y la sociología descolonial de Boaventura de Sousa Santos” a Formas-Otras: Saber, nombrar, narrar, hacer (IV Training Seminar de jóvenes investigadores en Dinámicas Interculturales, Fundación CIDOB, Barcelona): 97-108, 2011
- “Racisme Epistémico” Revista Tabula Rasa No. 14 (juliol-desembre), 2011
- “Introduction: From University to Pluriversity: A Decolonial Approach to the Present Crisis of Western Universities” (with Capucine Boidin and James Cohen), Human Architecture: Journal of the Sociology of Self-Knowledge, Vol. IX, Special Issue: 1-6, 2011.
- “Decolonizing Post-Colonial Studies and Paradigms of PoliticalEconomy: Transmodernity, Decolonial Thinking and Global Coloniality”, Transmodernity: Journal of Peripheral Cultural Production of the Lusità-Hispanic World Vol. 1, No. 1., 2011